# Philippe Léotard
Philippe Léotard (Niza, 28 de agosto de 1940 – París, 25 de agosto de 2001) fue un actor, poeta y cantante francés.

## Biografía
Ange Philippe Paul André Léotard-Tomasi nació en Niza. Fue el mayor de siete hermanos, de los cuales uno fue político, François Léotard. De pequeño sufrió una fiebre reumática que le golpeó y le obligó a pasar meses en la cama durante los cuales leyó una gran cantidad de libros. Le gustaban especialmente los poetas: Baudelaire, Rimbaud, Lautréamont o Cendrars. Conoció Ariane Mnouchkine en la Sorbona y en 1964, junto con otros estudiantes de L'École Internationale de Théâtre Jacques Lecoq, formó el grupo teatral de vanguardia Théâtre du Soleil. 
Interpretó a un atormentado personaje en la película de drama de 1974 La Gueule ouverte, de la directora Maurice Pialat;  y ganó un César al Mejor Actor por su papel en la película de 1982 La Balance.
Uno de sus pocos papeles en inglés fue un cameo en el thriller de 1973 The Day of the Jackal y coprotagonizó la película de John Frankenheimer de 1975 French Connection II, junto a Gene Hackman y Fernando Rey (secuela de The French Connection). 
Léotard murió de insuficiencia respiratoria en París el 25 de agosto de 2001, con apenas 60 años. Fue enterrado en el Cementerio de Montparnasse.

## Filmografía
| Año  | Título                                 | Papel                                   | Director                | Notas                  |
| ---- | -------------------------------------- | --------------------------------------- | ----------------------- | ---------------------- |
| 1970 | Domicilio conyugal                     |                                         | François Truffaut       | no aparece en créditos |
| 1971 | Max y los chatarreros                  | Losfeld                                 | Claude Sautet           |                        |
| 1971 | Las dos inglesas y el amor             | Diurka                                  | François Truffaut       |                        |
| 1971 | Le mot frère et le mot camarade        |                                         |                         |                        |
| 1972 | Rak                                    | Lucien                                  | Charles Belmont         |                        |
| 1972 | Avoir 20 ans dans les Aurès            | Perrin                                  | René Vautier            |                        |
| 1972 | Une belle fille comme moi              | Clovis Bliss                            | François Truffaut       |                        |
| 1972 | Le franc-tireur                        | Michel Perrat                           | Jean-Max Causse         |                        |
| 1973 | Kamouraska                             | Antoine Tassy                           | Claude Jutra            |                        |
| 1973 | The Day of the Jackal                  | policía                                 | Fred Zinnemann          |                        |
| 1974 | Juliette and Juliette                  |                                         | Remo Forlani            |                        |
| 1974 | The Mouth Agape                        | Philippe                                | Maurice Pialat          |                        |
| 1974 | Le Milieu du monde                     | Paul                                    | Alain Tanner            |                        |
| 1975 | Pas si méchant que ça                  | Julien                                  | Claude Goretta          |                        |
| 1975 | The Track                              | Paul Danville                           | Serge Leroy             |                        |
| 1975 | French Connection II                   | Jacques                                 | John Frankenheimer      |                        |
| 1975 | La guerre du pétrole n'aura pas lieu   | Padovani                                | Souheil Ben-Barka       |                        |
| 1975 | Le Chat et la souris                   | Pierre Chemin                           | Claude Lelouch          |                        |
| 1976 | The Good and the Bad                   | vendedor                                | Claude Lelouch          |                        |
| 1976 | Les conquistadores                     |                                         | Marco Pauly             |                        |
| 1977 | Le Juge Fayard dit Le Shériff          | Inspector Marec                         | Yves Boisset            |                        |
| 1977 | Solemn Communion                       | Jacques Gravet                          | René Féret              |                        |
| 1977 | Shadow of the Castles                  | Luigi                                   | Daniel Duval            |                        |
| 1977 | La comédie du train des pignes         |                                         | François de Chavanes    |                        |
| 1978 | Va voir maman, papa travaille          | Vincent                                 | François Leterrier      |                        |
| 1978 | Judith Therpauve                       | Jean-Pierre Maurier                     | Patrice Chéreau         |                        |
| 1979 | La Mémoire courte                      | Frank Barila                            | Eduardo de Gregorio     |                        |
| 1980 | L'Empreinte des géants                 | Lucien Chabaud                          | Robert Enrico           |                        |
| 1980 | Une semaine de vacances                | Doctor Sabouret                         | Bertrand Tavernier      |                        |
| 1980 | La Petite Sirène                       | Georges Maréchal                        | Roger Andrieux          |                        |
| 1981 | Les Babas Cool                         | Blaise                                  | François Leterrier      |                        |
| 1982 | Le choc                                | Félix                                   | Robin Davis             |                        |
| 1982 | Paradis pour tous                      | Marc Lebel                              | Alain Jessua            |                        |
| 1982 | La Balance                             | Dede Laffont                            | Bob Swaim               |                        |
| 1982 | Mora                                   | Mora                                    | Léon Desclozeaux        |                        |
| 1983 | Winter 1960                            | André                                   | Thierry Michel          |                        |
| 1983 | So Long, Stooge                        | Bauer                                   | Claude Berri            |                        |
| 1984 | Femmes de personne                     | Antoine                                 | Christopher Frank       |                        |
| 1984 | Les Fauves                             | Léandro Santini                         | Jean-Louis Daniel       |                        |
| 1984 | The Pirate                             | Número 5                                | Jacques Doillon         |                        |
| 1984 | Une rébellion à Romans                 | Jean Serve 'Paulmier'                   | Philippe Venault        |                        |
| 1985 | El exilio de Gardel                    | Pierre                                  | Pino Solanas            |                        |
| 1985 | Rouge-gorge                            | Louis Ducasse                           | Pierre Zucca            |                        |
| 1985 | Farewell Blaireau                      | Fred                                    | Bob Decout              |                        |
| 1985 | El exilio de Gardel                    | Pierre                                  | Fernando E. Solanas     |                        |
| 1986 | Dawn                                   | Gad                                     | Miklós Jancsó           |                        |
| 1986 | Exit-exil                              | Duke                                    | Luc Monheim             |                        |
| 1986 | Le Paltoquet                           | Honorable Tradesman                     | Michel Deville          |                        |
| 1986 | State of Grace                         | Pierre-Julien                           | Jacques Rouffio         |                        |
| 1986 | Ça n'arrive jamais                     |                                         |                         |                        |
| 1987 | Si le soleil ne revenait pas           | Anzerul                                 | Claude Goretta          |                        |
| 1988 | Le testament d'un poète juif assassiné | Bernard Hauptmann                       | Frank Cassenti          |                        |
| 1988 | Jane B. par Agnès V.                   | pintor / asesino                        | Agnès Varda             |                        |
| 1988 | Sur                                    | Roberto                                 | Pino Solanas            |                        |
| 1988 | The Abyss                              | Henri-Maximilien                        | André Delvaux           |                        |
| 1988 | Snack Bar Budapest                     | Sapo                                    | Tinto Brass             |                        |
| 1988 | Ada dans la jungle                     | Rudi                                    | Gérard Zingg            |                        |
| 1988 | La Couleur du vent                     | Pierre                                  | Pierre Granier-Deferre  |                        |
| 1990 | Le grand ruban (Truck)                 | Jeff                                    | Philippe Roussel        |                        |
| 1990 | Il y a des jours... et des lunes       | cantante abandonado / amante abandonado | Claude Lelouch          |                        |
| 1990 | Le dénommé (Oublie que tu es un homme) | Auclair                                 | Jean-Claude Dague       |                        |
| 1990 | In the Eye of the Snake                | Phil Anzer - padre de Marc              | Max Reid                |                        |
| 1990 | Death of a Schoolboy                   | Dr. Levin                               | Peter Patzak            |                        |
| 1991 | The Flesh                              | Nicola                                  | Marco Ferreri           |                        |
| 1992 | Ville à vendre                         | Jean Boulard - un fisioterapeuta        | Jean-Pierre Mocky       |                        |
| 1994 | Élisa                                  | Jeff                                    | Jean Becker             | cameo                  |
| 1995 | Pandora                                | Raúl                                    | António da Cunha Telles |                        |
| 1995 | Élisa                                  | Gitane Smoker                           | Jean Becker             |                        |
| 1995 | Les Misérables                         | Thénardier                              | Claude Lelouch          |                        |
| 1995 | Philippe Léotard chante et parle       | Himself                                 | Nils Tavernier          |                        |
| 1997 | Black Dju                              | Inspector Plettschette                  | Pol Cruchten            |                        |
| 1997 | Gueules d'amour                        | Philippe Dajoux                         |                         |                        |

## Discografía
- 1990: À l'amour comme à la guerre
- 1994: Philippe Léotard chante Léo Ferré (tribute album)
- 1996: Je rêve que je dors
- 2000: Demi-mots amers